# Bảo tàng ngoài trời Văn hóa Lemko ở Zyndranowa
Bảo tàng ngoài trời Văn hóa Lemko ở Zyndranowa (tiếng Ba Lan: Skansen Kultury Łemkowskiej w Zyndranowej) là một bảo tàng ngoài trời ở làng Zyndranowa, xã Dukla, huyện Krosno, tỉnh Podkarpackie, Ba Lan.

## Lịch sử
Bảo tàng được thành lập vào năm 1968 nhờ những nỗ lực của Teodor Gocz (sinh năm 1929 - mất ngày 5 tháng 6 năm 2018). Bảo tàng đã được Teodor Gocz mở rộng và duy trì trong nhiều năm, và từ năm 1990, bảo tàng nhận được tài trợ từ Ban Bảo tồn Di tích tỉnh ở Krosno. Trong những năm đầu hoạt động, bảo tàng là một tổ chức tư nhân, ban đầu dưới hình thức Nhà tưởng niệm trong nhà của Teodor Gocz, sau đó là một bảo tàng ngoài trời trong làng. Hiện tại, bảo tàng là một chi nhánh của Bảo tàng Podkarpackie ở Krosno.

## Triển lãm
Các bộ sưu tập của bảo tàng bao gồm trang phục, vật dụng hàng ngày và các sản phẩm của nền văn hóa Lemko. Bảo tàng cũng thu thập các kỷ vật chiến tranh từ cuộc hành quân trên đèo Dukla, bao gồm quân phục, mũ bảo hiểm, vũ khí và mảnh đạn. Một trong những hiện vật của bảo tàng ngoài trời là một ngôi nhà nhỏ kiểu Do Thái, ngôi nhà này là tài sản cũ của gia đình Zalman. Ngoài hoạt động triển lãm, bảo tàng ngoài trời còn thực hiện hoạt động xuất bản.